# 中 (市原市)
中（なか）は、千葉県市原市の南総地区にある大字。郵便番号は290-0226。

## 概要
市原市南部にある。南総地区の中心である牛久に程近く、地区内では珍しく水田よりも住宅が多い場所となっている。

## 地理
南東で江子田、南西で皆吉、それ以外で牛久と接する。字内にはないが、近くに養老川が流れている。

## 世帯数と人口
2022年（令和4年）4月1日現在の世帯数と人口は以下の通りである。
| 町丁字 | 世帯数  | 人口  |
| ------ | ------- | ----- |
| 中     | 345世帯 | 757人 |

## 通学区域
市立小学校・市立中学校及び県立高等学校の通学区域は以下の通りである。
| 町丁字 | 区域 | 小学校             | 中学校             | 高等学校 |
| ------ | ---- | ------------------ | ------------------ | -------- |
| 中     | 全域 | 市原市立牛久小学校 | 市原市立南総中学校 | 第9学区  |